# Hidde Dirks Kat

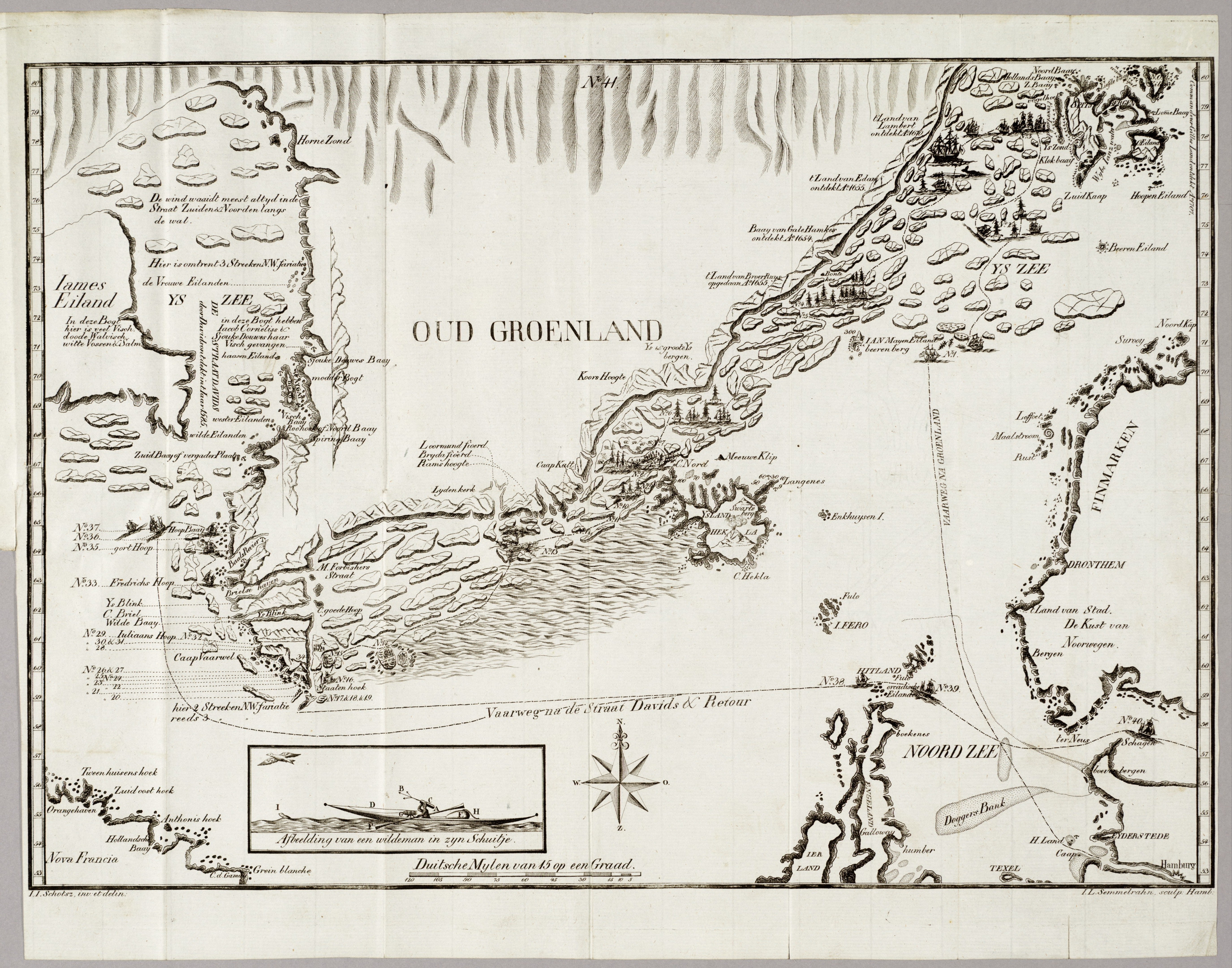
Kaart van Groenland uit het dagboek

Hidde Dirks Kat (Hollum, 14 juni 1747 – aldaar, 17 januari 1824) was een Amelandse commandeur op de walvisvaart.
In 1777 werd de onder Kats gezag staande brik de Jufvrouw Klara samen met vijf andere schepen nabij Groenland door kruiend ijs verbrijzeld. 
Zijn ervaringen tijdens deze schipbreuk en de vele ontberingen die hij moest doorstaan tijdens de hierop volgende overlevingstocht, heeft Kat opgetekend in een dagboek.

## Dagboek
Het dagboek is in 1818 (Haarlem) uitgegeven onder de titel: Dagboek eener reize ter walvisch- en robben-vangst gedaan in de jaren 1777 en 1778, door den Kommandeur Hidde Dirks Kat.  De hierin beschreven ontmoetingen met de Inuit schetsen een bijzonder historisch beeld. Zo worden de Inuit door Kat "ongedoopte wilden" genoemd. Het zijn echter juist deze "wilden" die het leven van Kat en het restant van zijn bemanning hebben gered. Kat schrijft dan ook lovend over hen:
“De overgroote liefde dier wilde menschen, welke waarlijk die van vele Christenen te boven gaat, maakte onze harten weemoedig en dankbaar tot God. (...) Het scheen ons, als of wij in ons eigen huis waren. Zij verkwikten ons met eene soort van soep van Zeehonden of Robbevleesch met water gekookt.”
Verder doet Kat in zijn dagboek tot in detail verslag van de leefwijze van de Inuit. Ook de huizen en vervoermiddelen zoals de kajak worden uitvoerig beschreven.

## Trivia
-Hidde Dirks Kat heeft een standbeeld op het Friese Waddeneiland Ameland.